# Baha Liurai
Der Baha Liurai (deutsch Berg des Herrschers) ist ein Hügel in Osttimor mit einer Höhe von 492 m. Er liegt zwischen den Dörfern Aha B Uu und Uatosoba. Das Dorf Babulo liegt südwestlich.
Der Hügel wird von der ansässigen Bevölkerung des Sucos Babulo (Verwaltungsamt Uato-Lari, Gemeinde Viqueque, Osttimor) als heilig verehrt. Hier sollen ina ama, Vater und Mutter der Ahnen beerdigt sein. Auf den Hügel darf man nur in Begleitung von rituellen Autoritäten des Sucos. Alle sieben bis zehn Jahre findet auf ihm das Baha-Liurai-Fest statt, bei dem auf dem Hügel der Region ein Fest gefeiert wird. Das nächste Fest findet 2025 statt.